# Arbeitgeber Banken
Arbeitgeber Banken (französisch Employeurs Banques, italienisch Datori di lavoro banchi, englisch Employers in banking) ist der Arbeitgeberverband der Banken und Finanzdienstleister in der Schweiz.
Er vertritt die Arbeitgeberinteressen der Schweizer Finanzbranche und setzt sich gegenüber Wirtschaft, Politik, Behörden, Medien und der Öffentlichkeit für attraktive und konkurrenzfähige Rahmenbedingungen des Schweizer Finanzplatzes ein. Der Verband repräsentiert alle Bankengruppen in allen Landesteilen und zählt auch Finanzdienstleister ohne Banklizenz zu seinen Mitgliedern. Seine Hauptziele sind die Pflege der Sozialpartnerschaft, der Einsatz für liberale Arbeitsbedingungen und die Beratung der Mitglieder.
Die Gründung erfolgte im Jahr 2009 in Basel.

## Organisation
Präsident des Verbandes ist seit 2017 Lukas Gähwiler. Geschäftsführer ist seit 2010 Balz Stückelberger. Sitz und Geschäftsstelle befinden sich in Basel.
Der Arbeitgeberverband der Banken in der Schweiz wurde 2009 als Nachfolgeorganisation der Arbeitgeberorganisation (AGO) gegründet, die auf einem losen Zusammenschluss der regionalen Bankenverbände beruhte. Der Verband vereint über 200 Mitgliedinstitute, die über 90 000 Mitarbeitende beschäftigen.
Der Vorstand ist das oberste leitende Organ von Arbeitgeber Banken. Er setzt sich zusammen aus Geschäftsleitungs- oder Direktionsmitgliedern der Mitgliedinstitute. Die operative Umsetzung der Verbandsziele erfolgt durch die Geschäftsstelle.

## Tätigkeiten
Zum Grundauftrag des Verbandes gehört der Einsatz für liberale Arbeitsbedingungen, die Pflege der Sozialpartnerschaft sowie die Beratung der Mitglieder.
Als Träger der beiden Gesamtarbeitsverträge «Vereinbarung über die Anstellungsbedingungen der Bankangestellten (VAB)» und «Vereinbarung über die Arbeitszeiterfassung (VAZ)» pflegt Arbeitgeber Banken den seit über 100 Jahren bestehenden sozialpartnerschaftlichen Dialog in der Bankbranche mit dem Kaufmännischen Verband und dem Schweizerischen Bankpersonalverband.
Zwei weitere strategische Schwerpunkte für Arbeitgeber Banken sind die demografische Entwicklung und der Strukturwandel in der Bankbranche. In diesen Bereichen wirkt der Verband durch Information und Sensibilisierung der Mitglieder.

## Gremien, Vertretungen und Mandate
Die Verhandlungsdelegation von Arbeitgeber Banken verhandelt mit den Angestelltenorganisationen die «Vereinbarung über die Anstellungsbedingungen der Bankangestellten (VAB)» sowie die «Vereinbarung über die Arbeitszeiterfassung (VAZ)». Die paritätische Kommission bereitet die Verhandlungen vor und trifft sich regelmässig mit Vertreterinnen und Vertretern der Angestelltenorganisationen zur Besprechung von Anwendungsfragen der sozialpartnerschaftlichen Vereinbarungen.
Exponenten von Arbeitgeber Banken sind in verschiedenen Gremien von Dachorganisationen und Fachkommissionen vertreten:
- Schweizerischer Arbeitgeberverband
- Eidgenössische Arbeitskommission (EAK)
- European Banking Federation, Banking Committee for European Social Affairs
- Überwachungskommission Datenlieferungen USA
- Ausgleichskasse für das schweizerische Bankgewerbe
- Familienausgleichskasse Banken
- Strategischer Rat der Schweizerischen Vereinigung der Verbandsausgleichskassen
- Verband Schweizerischer Holding- und Finanzgesellschaften
- Schweizerische Bankiervereinigung, Bildungskommission
- Schweizerische Bankiervereinigung, Arbeitsgruppe Public Affairs